# Mayumi Tanaka
Mayumi Tanaka (田中 真弓 Tanaka Mayumi?) (n. 15 de enero de 1955, Tokio, Japón) es una seiyū afiliada a la agencia Aoni Production, actualmente trabaja como productora en Ohhashi Kyosen Jimusho.
Es conocida por sus papeles de Monkey D. Luffy en One Piece, Krilin, Yajirobe y Uranai Baba (desde el ep. 190 de Dragon Ball Z en adelante) en la franquicia de Dragon Ball, Rock Volnutt en Mega Man Legends (Rockman DASH), Pazu en la película de El castillo en el cielo, Koenma en Yū Yū Hakusho, Kirimaru Settsuno en Nintama Rantarō, Ryuunosuke Fujinami en Urusei Yatsura, Kappei Sakamoto (Chicho López) en Dash Kappei/Chicho Terremoto' e Ira en Doki! Doki! PreCure y más recientemente, Turbo Abuela en Dandadan.
También, fue voz de Kirby y la voz de Twinbee el corto de animación Twinbee Paradise en 1999.

## Carrera
Graduada de Aoyama Gakuin Women's Junior College, debutó como actriz de voz en 1978. La mayoría de las obras que protagonizó son adolescentes del género Nekketsu.
Ha doblado a muchos personajes juveniles muy enérgicos y a menudo, da la impresión a la gente de que el doblaje de personajes juveniles es muy profesional. Para los jóvenes novatos que actuaron junto con ella por primera vez, escribirán más líneas en el guion para hacer una broma. Esto se hace simplemente para que los recién llegados no estén tan nerviosos, y no hay malicia en sí mismo. Se preocupará por la falta de oportunidades para interpretar el papel principal y discutirá con su hijo mientras ve la animación si el doblaje es adecuado.
En 1986, ganó el premio a la mejor actriz de voz del año durante la 9° ceremonia de los Anime Grand Prix, en 2011, Tanaka ganó el premio Kazue Takahashi durante la 5.ª ceremonia de los Seiyū Awards y mientras que en 2013, durante la séptima entrega de los Seiyū Awards, ha ganado el premio Familia/Niños por interpretar a Monkey D. Luffy en One Piece.

## Filmografía
Nota: Los papeles principales se encuentran en negrita

### Anime
- Akuma-kun (Hiroshi [ep 20])
- Anime Sanjushi (Jean)
- Aoi Blink (Chippi)
- Bio Armor Ryger (Daiga Ken)
- Black Jack (Taichi)
- Bono Bono (Sho-Neechan)
- Chō Mashin Eiyūden Wataru (Wataru Ikusabe)
- Cooking Master Boy (Mao)
- Cooking Papa (Osamu)
- Chibi Maruko-chan (Tōru)
- Cybercat Kurochan (Fuchs/Shisuka)
- Dandadan (Turbo-Abuela)
- Dash Kappei (Kappei Sakamoto)
- Detective Conan (Toyoko Busujima [ep. 1000])
- Doctor Chichibuyama (Cicada)
- Doki Doki! PreCure (Ira)
- Doraemon (TV 2/1979, Gariben)
- Dr. Slump (Ryota)
- Dragon Ball (Jelly [ep 128]; Krilin; Yajirobe)
- Dragon Ball GT (Krilin; Sûhogorô; Yajirobe)
- Dragon Ball Z (Krilin; Sno [ep 285]; Uranai Baba [eps 190-291]; Yajirobe)
- Dragon Ball Z Kai (Krilin; Uranai Baba; Yajirobe)
- Dragon Ball Super (Krilin; Uranai Baba; Yajirobe)
- Esper Mami (Shin Okamura)
- Gaiking: Legend of Daikū-maryū (TV 2/2005; Daiya Tsuwabuki)
- Game Center Arashi (Niño D)
- Ganbare! Odenkun (Kamisama)
- Gatapishi (Heita Hirano)
- Gegege no Kitarō (TV 5/2007; Kemedama [ep 44]; Nurikabe Nyoubou; TV 6/2018; Sunakake Baba)
- Gekisou Rubenkaiser (Ryouko Takagi) (rol de debut)
- Giant Gorg (Yuu Tagami)
- Grimm Masterpiece Theater (Rudolph)
- Gu Gu Ganmo (Hanpeita)
- Guru Guru Town Hanamaru-kun (Shimao)
- Hanada Shonen-shi (Hanada Kazue)
- Happy Lucky Bikkuriman (Aki Benzai)
- Hatarakids My Ham Gumi (Merry [ep 16])
- Heisei Tensai Bakabon
- Idol Tenshi Yōkoso Yōko (Daruma Yuki [ep 19])
- Itadakiman (Itadakiman)
- Himitsu no Hanazono (Dickon)
- Jankenman (Atchimuitehoihoi)
- Jushin Liger (Ken Taiga)
- Kaiketsu Zorori (Meiko-San)
- Kekkaishi (10-year-old Gen (ep 31); Gaccho (ep 18); Tokiko Yukimura; Tokiko's Shinigami)
- Kimba the White Lion (TV 2/1989; Keruru)
- KochiKame (Kankichi Ryotsu [joven])
- Konjiki no Gash Bell! (Robnos [ep 16])
- Mahō Tsukai no Yome (Phyllis)
- Marude Dameo (Boro)
- Mashin Eiyuden Wataru (Ikusabe Wataru)
- Mashin Eiyuden Wataru 2 (Wataru)
- Master of Epic: The Animation Age (Elmony [mujer])
- Meiken Lassie (Collin)
- Mirai Keisatsu Urashiman (Jitanda)
- Moeyo Ken (Nekomaru)
- Mojako (Mojara)
- Mori no Tonto Tachi (Mauri)
- Mori no Youki na Kobito-tachi: Berufi to Rirubitto (Lillibit)
- Nangoku Shounen Papuwa-kun (Papuwa)
- Nintama Rantarō (Kirimaru Settsuno)
- Nobara no Julie (Heinrich)
- Odenkun (Kami-sama)
- One Piece (Nora Gitsune (Chopper Imposter); Monkey D. Luffy; Oars)
- Ore wa Chokkaku (Terumasa)
- Oroka na Tenshi wa Akuma to Odoru (Chum)
- Osomatsu-kun (TV 2/1988; Chibita)
- PaRappa the Rapper (Sister Gon)
- Pokémon (Rougela [ep 39])
- Porphy no Nagai Tabi (Guido)
- Pro Golfer Saru (Dimple; Kankurou)
- Ranpou (Chuutaro)
- Red Baron (Steven Spinnberg [ep 25])
- Robin Hood no Daibōken (Much)
- Robotan (Kiko) (Remake Version)
- Rurouni Kenshin (TV 1/1996; Yutaro Tsukayama)
- Sailor Moon SuperS (Robert [ep 143])
- Sakura Wars (Kanna Kirishima)
- Sasuga no Sarutobi (Ninja Pig)
- Seisho Monogatari (Rocco)
- Sherlock Hound (Polly)
- Slayers Evolution-R (Uppy)
- Sorcerer Hunters (boy [ep 17])
- Soreike! Anpanman (Hinotamakozou; Korokke Kid; Masuzushiman)
- Tondemo Senshi Muteking (TV) (Taro (ep 46))
- Toriko (Monkey D. Luffy [eps 1, 51])
- Tottemo! Luckyman (Luckyman / Youichi Tsuitenai)
- Uchū Kyōdai (Namba's mother)
- Ulysses 31 (Nono)
- Urusei Yatsura (TV 1/1981; Ryuunosuke Fujinami)
- Ushio to Tora (Tokisaka)
- Warau Salesman
- Wonder Beat Scramble (Susumu)
- Yakitate!! Japan (Katsuo Umino; Yuuko Motohashi)
- YAT Anshin! Uchu Ryokou 2 (John [ep 11])
- Yattodetaman (Iván)
- Yu Yu Hakusho (Koenma)

### OVA
- 3x3 Eyes (Meixing Long)
- Anime Sanjushi: Aramis no Bōken (Jean)
- Area 88 (Satoru Kanzaki [joven])
- Butsu Zone (Jizou-Kun)
- Chrono Trigger (Mamo [Kilwala])
- Cool Cool Bye (Flene)
- Dream 9 Toriko & One Piece & Dragon Ball Z Chō Collaboration Special!! (Krilin; Monkey D. Luffy)
- Fire Tripper (Shu)
- Mobile Suit Gundam: The Origin (Casval Rem Deikun)
- Moeyo Ken (Nekomaru)
- Sakura Taisen: Sumire (Kanna Kirishima)
- Sakura Wars (Kanna Kirishima)
- Sakura Wars 2 (Kanna Kirishima)
- Twin Bee Paradise (Twinbee)
- Urusei Yatsura  Series (Ryuunosuke Fujinami)
- Violence Jack (Sabu)
- Z-Mind (Umeno)

### Especiales
- Dragon Ball: Goku's Fire Fighting Regiment (Krilin)
- Lupin III: Bye Bye Liberty Crisis (Micheal)
- Lupin III: The Pursuit of Harimao's Treasure (Neonachirida)
- One Piece Special: Adventure in the Ocean's Navel (Monkey D. Luffy)
- One Piece: Glorious Island (Monkey D. Luffy)
- One Piece: Open Upon the Great Sea! A Father's Huge, HUGE Dream! (Monkey D. Luffy)
- One Piece: Protect! The Last Great Stage (Monkey D. Luffy)
- One Piece: Romance Dawn Story (Monkey D. Luffy)
- Mashin Eiyuden Wataru: Soukaizan Eiyu Densetsu (Ikusabe Wataru)
- Mashin Eiyuden Wataru: Warinaki Toki no Monogatari (Ikusabe Wataru)
- Shiroi Kiba White Fang Monogatari (Mit-sah)

### ONA
- Dragon Ball: Yo! The Return of Son Goku and Friends!! (Krilin)
- Super Dragon Ball Heroes (Krilin)

### Películas
- Arion (Seneca)
- (The) Bears' School (Papá de Katie)
- El castillo en el cielo (Pazu)
- Doraemon: Nobita's Animal Planet (Chippo)
- Dragon Ball Z (todas) (Krilin, Yajirobe, Minoshia)
- Gegege no Kitarō: Nippon Bakuretsu!! (Nurikabe Nyoubou)
- Gekijō-ban Anime Nintama Rantaro Ninjutsu Gakuen Zenin Shutsudō! no Dan (Kirimaru Settsuno)
- Gongitsune (Gon)
- Gu-Gu Ganmo (Hanpeita Tsunoda)
- Kappa no Sanpei (Sanpei Kawahara)
- Meitantei Holmes: Aoi Ruby no Maki / Kaitei no Zaihō no Maki (Detective Restaurant's Daughter [capítulo "Treasure at the Bottom of the Ocean"]; Polly [capítulo "Blue Ruby"])
- Night on the Galactic Railroad (Giovanni)
- One Piece (todas) (Monkey D. Luffy)
- The Piano Forest (Shiraishi)
- Pokémon - Pikachu's PikaBoo (Yogirasu)
- Sakura Wars: The Movie (Kanna Kirishima)
- Summer Days with Coo (Yasuo Uehara)
- Talking Head (Shijimi)
- Tezuka Osamu Story: I Am Son-Goku (Son-Goku)
- Urusei Yatsura: Always My Darling (Ryuunosuke)
- Urusei Yatsura: Beautiful Dreamer (Ryuunosuke Fujinami)
- Urusei Yatsura: Remember My Love (Ryuunosuke)
- Urusei Yatsura: The Final Chapter (Ryuunosuke Fujinami)
- Versailles no Bara (Maron Glacé Mont Blan)
- Yu Yu Hakusho The Movie: Poltergeist Report (Koenma)
- Yu Yu Hakusho: The Movie (Koenma)

### Videojuegos
- Arunamu no Tsubasa (Hien)
- Dragon Ball Z: Budokai Tenkaichi (Krilin)
- Dragon Ball Z: Budokai Tenkaichi 2 (Krilin)
- Dragon Ball Z: Budokai Tenkaichi 3 (Krilin)
- Dragon Ball Heroes (Krilin)
- Dragon Ball Z: Ultimate Tenkaichi (Krilin)
- Dragon Ball Xenoverse (Krilin)
- Dragon Ball Z: Kakarot (Krilin)
- J-Stars Victory Vs (Monkey D. Luffy)
- Jump Force (Monkey D. Luffy)
- My Dream: On Air ga matenakute (Izumi Watanabe, Aya Takai)
- Namco vs Capcom (Zouna, Rock Volnutt)
- One Piece: Unlimited Adventure (Monkey D. Luffy)
- One Piece: Bounty Rush (Monkey D. Luffy)
- One Piece: Treasure Cruise (Monkey D. Luffy)
- One Piece: Romance Dawn (Monkey D. Luffy)
- One Piece: Pirate Warriors (Monkey D. Luffy)
- One Piece: Pirate Warriors 2 (Monkey D. Luffy)
- One Piece: Burning Blood (Monkey D. Luffy)
- Sakura Taisen series (Kanna Kirishima)
- Super Robot Wars BX (Yuu Tagami)
- Super Robot Wars NEO (Ken Taiga)
- Yū Yū Hakusho (Koenma)
- Tatsunoko vs. Capcom: Ultimate All-Stars (Zouna, Rock Volnutt)

### CD Drama
- CD Theater Dragon Quest IV Vol. 1 (Hoimin)
- CD Theater Dragon Quest IV Vol. 3 (Hoimin)
- Sakura Taisen Series (Kanna Kirishima)
- Twinbee Paradise: Ao to Hai Iro no Sora de (Child)

### Doblaje
- Animaniacs (Skippy)
- Chespirito (Chimoltrufia)
- Speed Racer (Spirtle)
- Terminator 2 (John Connor)
- Transformers: The Movie (Daniel Witwicky)
- Sing (Miss Crawly)
- Hercules (Demeter)
- Minions: The Rise of Gru (Nunchuck)
- One Piece (Monkey D. Luffy) (Iñaki Godoy)

## Curiosidades
- Su tipo de sangre es A.
- En el anime Prison School, un personaje lleva su mismo nombre.
- El rango vocal es FFC (voz terrestre) - F (falto)
- Tanaka está casada con el también seiyū Hiroyuki Shibamoto (cuyo nombre de nacimiento es Kenta Abe) desde 1985.